# Mount Vernon (Iowa)
Mount Vernon – miasto w Stanach Zjednoczonych, w stanie Iowa, w hrabstwie Linn. W 2000 roku, miasto liczyło 3390 mieszkańców.